# Fórum dárců
Fórum dárců (Czech Donors Forum) je občanské sdružení, které svojí činností již od roku 1997 podporuje rozvoj filantropie v České republice. Členy Fóra dárců jsou významné nadace a nadační fondy a firemní dárci. Fórum dárců mj. provozuje systém dárcovských SMS (tzv. DMS). Poskytuje poradenské a konzultační služby v oblasti firemní filantropie (strategie, výběr vhodného veřejně prospěšného projektu) či legislativních otázek spojených s filantropickými aktivitami (jak založit nadaci, nadační fond, právní a daňové povinnosti).
Stěžejními okruhy zájmu Fóra dárců jsou posílení nadací a nadačních fondů, vytváření podmínek firemního dárcovství jako nedílné součásti společenské odpovědnosti firem a zlepšování legislativního prostředí pro filantropii.